# Bardia
Bardia est un port situé à l'est de la Libye, près de la frontière avec l'Égypte.

## Antiquité
Des ruines attestent d'une implantation grecque (Petra Megala), puis romaine (Petras Maior).

## Seconde Guerre mondiale
Les Italiens y ont construit d'importantes fortifications, pendant la Seconde Guerre mondiale, sous le commandement du général Annibale Bergonzoli.
Le 21 juin 1940, la ville est bombardée par la 7e escadre de la flotte britannique de Méditerranée. Lors de l'Opération Compass, elle est prise après combat du 3 au 5 janvier 1941, par les forces du Commonwealth, notamment la 6e division d'infanterie australienne.
Les troupes de l'Axe réoccupent la ville en 1941. Elle leur est reprise le 2 janvier 1942 par la 2e division d'infanterie sud-africaine et des unités de cavalerie néo-zélandaises.
Les troupes sud africaines, mal entraînées et équipées, subissent des pertes importantes, mais l'opération permet néanmoins la libération d'environ huit mille prisonniers de guerre alliés et la capture d'environ six mille prisonniers de l'Axe.

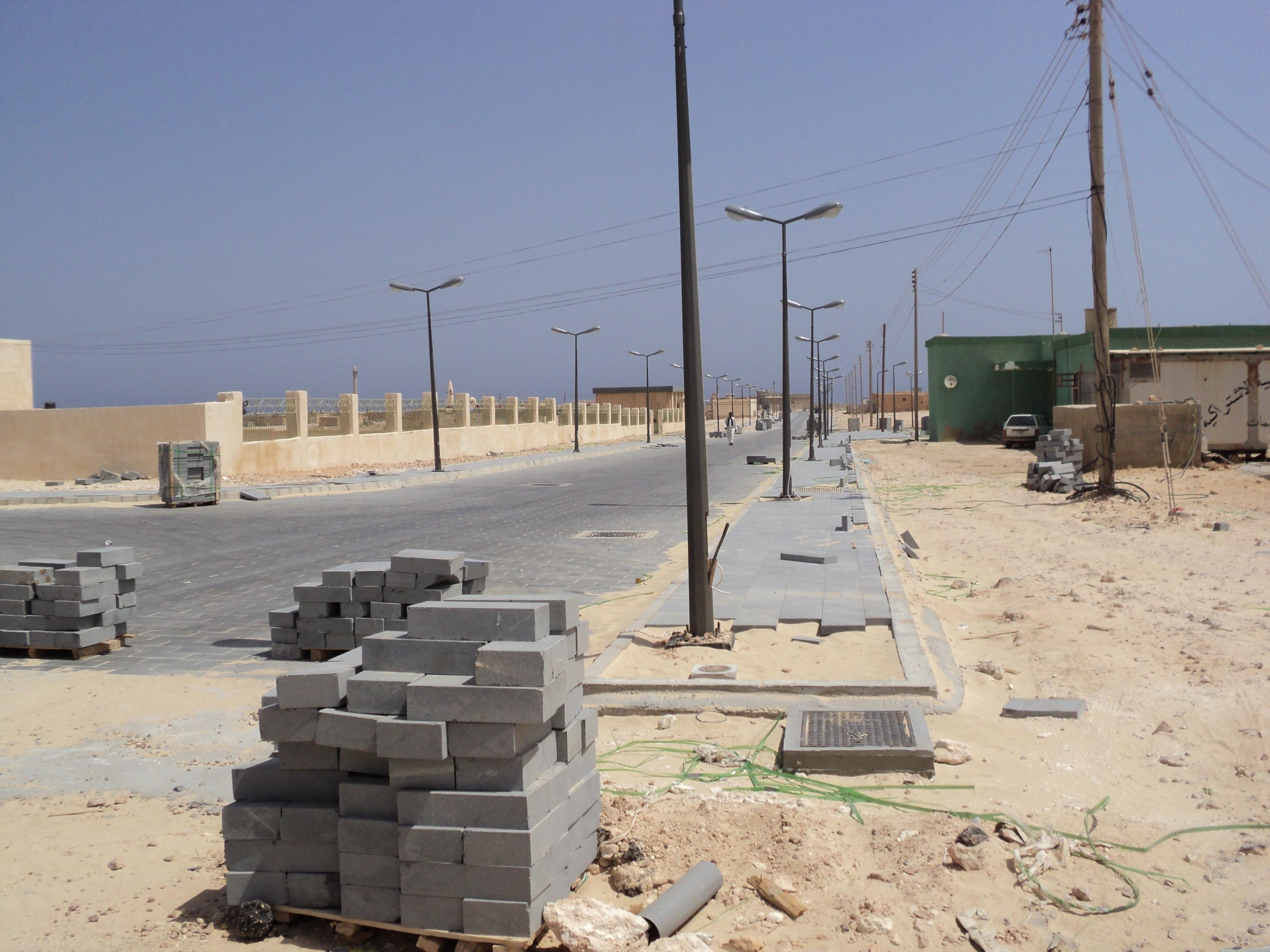
Bardia

On trouve à Bardia une fresque unique créée par le soldat britannique John Frederick Brill, qui la signa le 21 avril 1942 et mourut le 1er juillet, au tout début de la première bataille d'El Alamein. Endommagée par des graffitis et la dégradation du mur, elle reste aujourd'hui une attraction touristique.

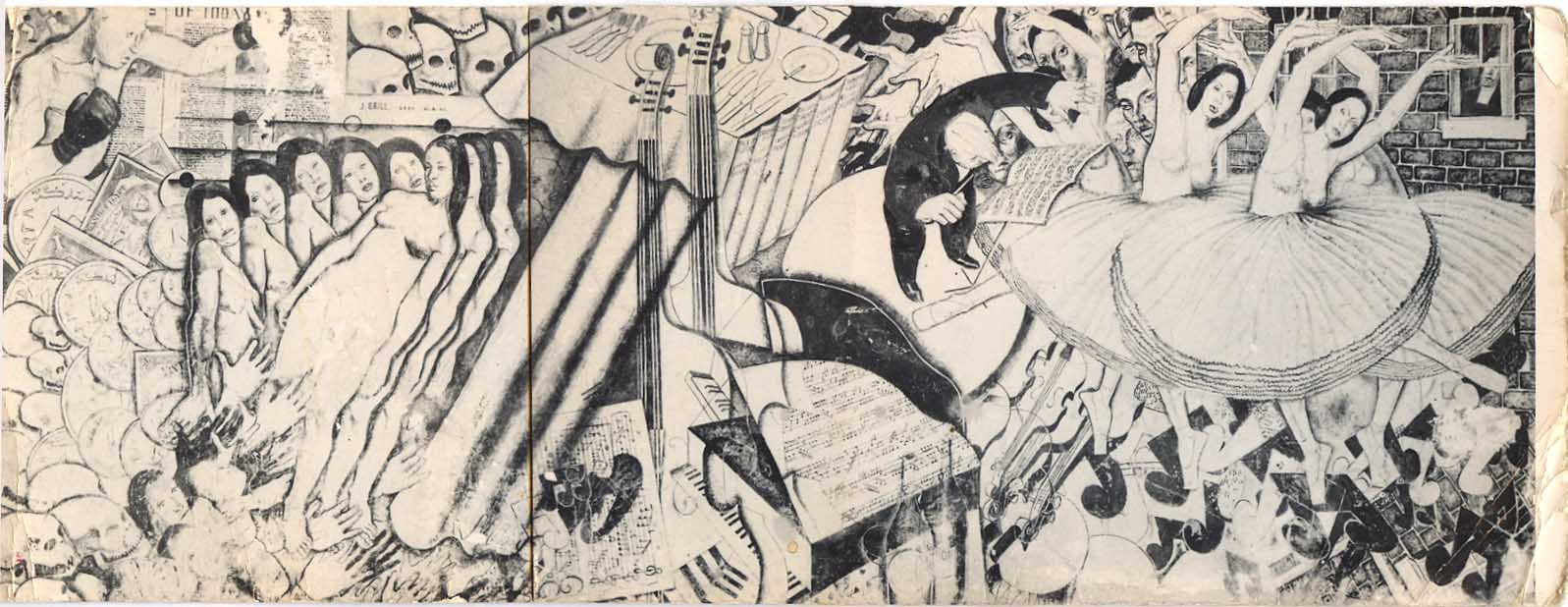
La fresque de Bardia, photographiée dans les années 1960